# Thomas Wentworth Higginson
Thomas Wentworth Higginson (Cambridge, Massachusetts, 1823 - 1911), fue un pastor de la Iglesia Unitaria, escritor, abolicionista y soldado. Tomó parte activa (1862-1864) en el Movimiento Abolicionista a mediados del siglo XIX. Prestó servicio como coronel del Primer Regimiento de Voluntarios de Carolina del Sur, el primer afroamericano del que se tiene constancia. Acabada la guerra, Higginson se entregó el resto de su vida para luchar por los derechos de los esclavos liberados, mujeres y otras personas desfavorecidas.

## Relación con Emily Dickinson
Higginson es recordado especialmente debido a la correspondencia que mantuvo con la poetisa Emily Dickinson, de la que era mentor literario.
En la primavera de 1862, Higginson publicó un artículo en el periódico Atlantic Monthly titulado "Epístola a un joven colaborador", en la cual aconseja a los jóvenes escritores que comenzaban a dar a conocer sus obras. Emily, por aquel entonces con 32 años, le remitió una carta incluyendo cuatro de sus poemas y preguntándole: "¿Estaría usted tan ocupado como para decirme si es el mío un verso vivo?" (Carta 261). En su réplica, Higginson hizo una crítica del verso extraño y desnudo de la escritora, al mismo tiempo que le pedía que le remitiera otros poemas y alguna información sobre su vida personal e intereses literarios.
De este modo fue convirtiéndose en el mentor de la poetisa, si bien no compartía muchos de sus puntos de vista en lo referente a la creatividad de quien por aquel entonces era totalmente desconocida en los ambientes literarios.
Tras el fallecimiento de Emily Dickinson, Higginson colaboró con Mabel Loomis Todd en la publicación de su obra poética.
- Datos: Q707838
- Multimedia: Thomas Wentworth Higginson / Q707838

## Selección de obras
- Outdoor Papers (1863)
- Malbone: an Oldport Romance (1869)
- Army Life in a Black Regiment (1870)
- Atlantic Essays (1871)
- Oldport Days (1873)
- A Book of American Explorers (1877)
- Common Sense About Women (1881)
- Life of Margaret Fuller Ossoli (in American Men of Letters series, 1884)
- A Larger History of the United States of America to the Close of President Jackson's Administration (1885)
- The Monarch of Dreams (1886)
- Travellers and Outlaws (1889)
- The Afternoon Landscape (1889), poemas y traducciones
- Life of Francis Higginson (in Makers of America, 1891)
- Concerning All of Us (1892)
- The Procession of the Flowers and Kindred Papers (1897)
- Tales of the Enchanted Islands of the Atlantic (1898)
- Cheerful Yesterdays (1898)
- Old Cambridge (1899)
- Contemporaries (1899)
- Henry Wadsworth Longfellow (en American Men of Letters series, 1902)
- John Greenleaf Whittier (en "English Men of Letters" series, 1902)
- A Readers History of American Literature (1903), the Lowell Institute lectures for 1903, editadas por Henry W Boynton
- Part of a Man's Life (1905)
- Life and Times of Stephen Higginson (1907)
- Carlyle's Laugh and Other Surprises (1909)